# 알핀 자동차
알핀 자동차(Automobiles Alpine) 또는 알핀(Alpine)은 1955년 설립된 프랑스의 레이싱 및 스포츠카 제조업체이다. 알핀 카 브랜드는 1954년 만들어졌다.
알핀 대회 부서는 1976년 르노 스포츠에 합병되었으며 알핀 뱃지를 단 모델들의 생산은 1995년 중단되었다. 알핀 브랜드는 2017년 신형 알핀 A110이 선보이면서 다시 시작되었다.

## 알핀 모델

### 스트리트 모델
- A110 (2017년~)
- A290 (2024년~)
- A390 (2025년~)

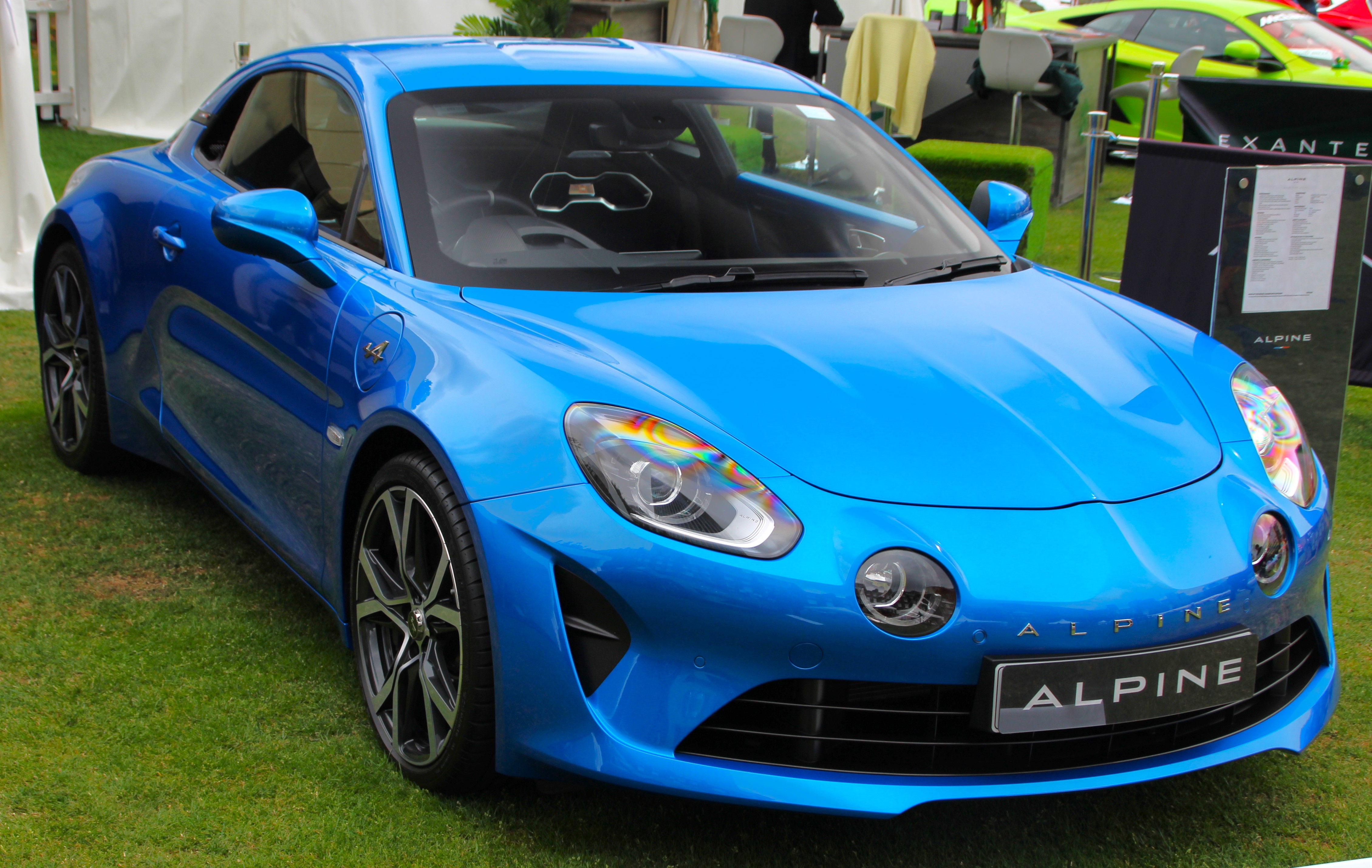
알핀 A110
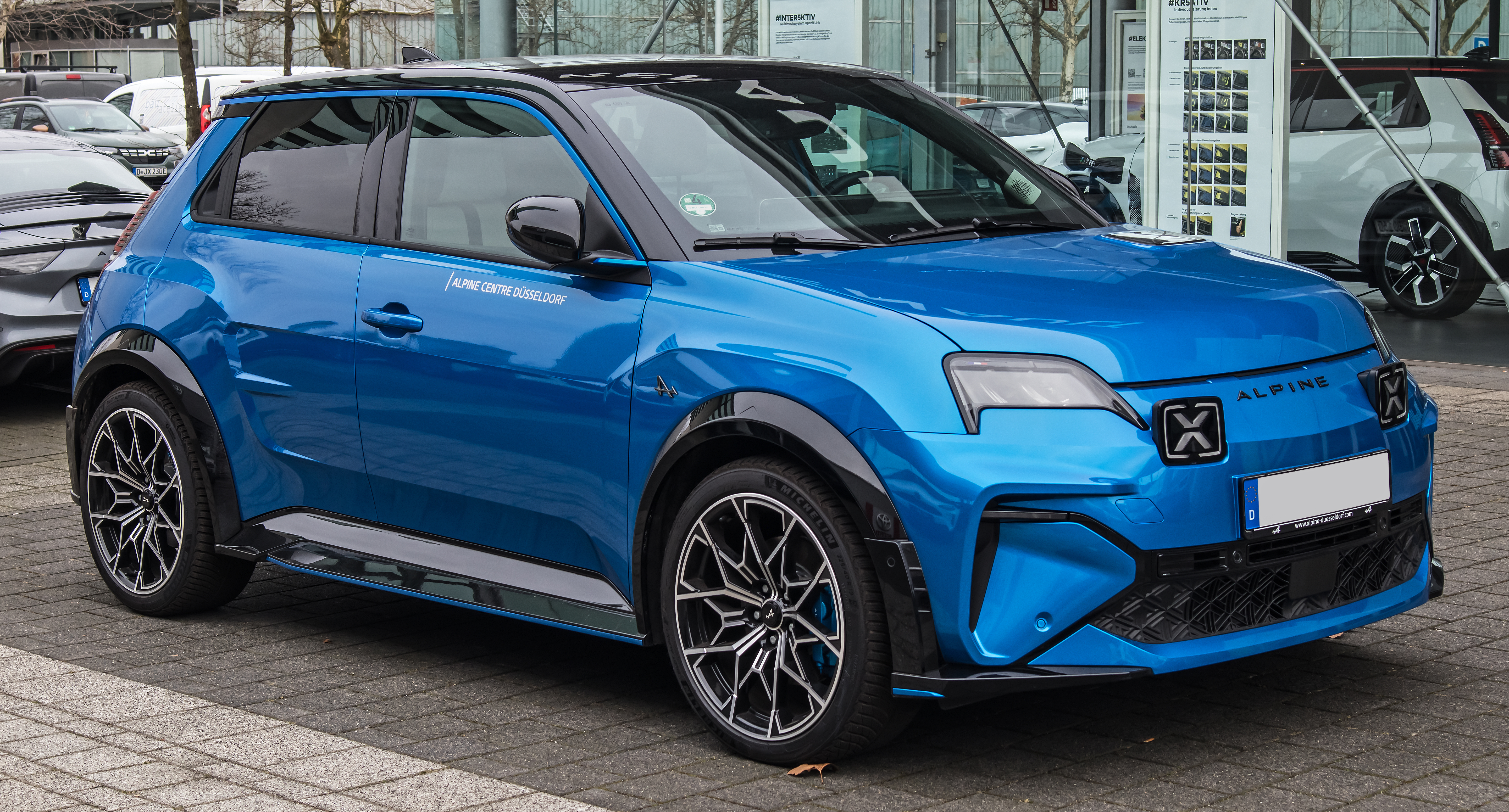
알핀 A290

- A106 (1955년~1961년)
- A108 (1958년~1965년)
- A110 (1962년~1977년)
- GT4 (1963년~1969년)
- A310 (1971년~1984년)
- GTA  (1984년~1991년
- A610 (1991년~1995년)

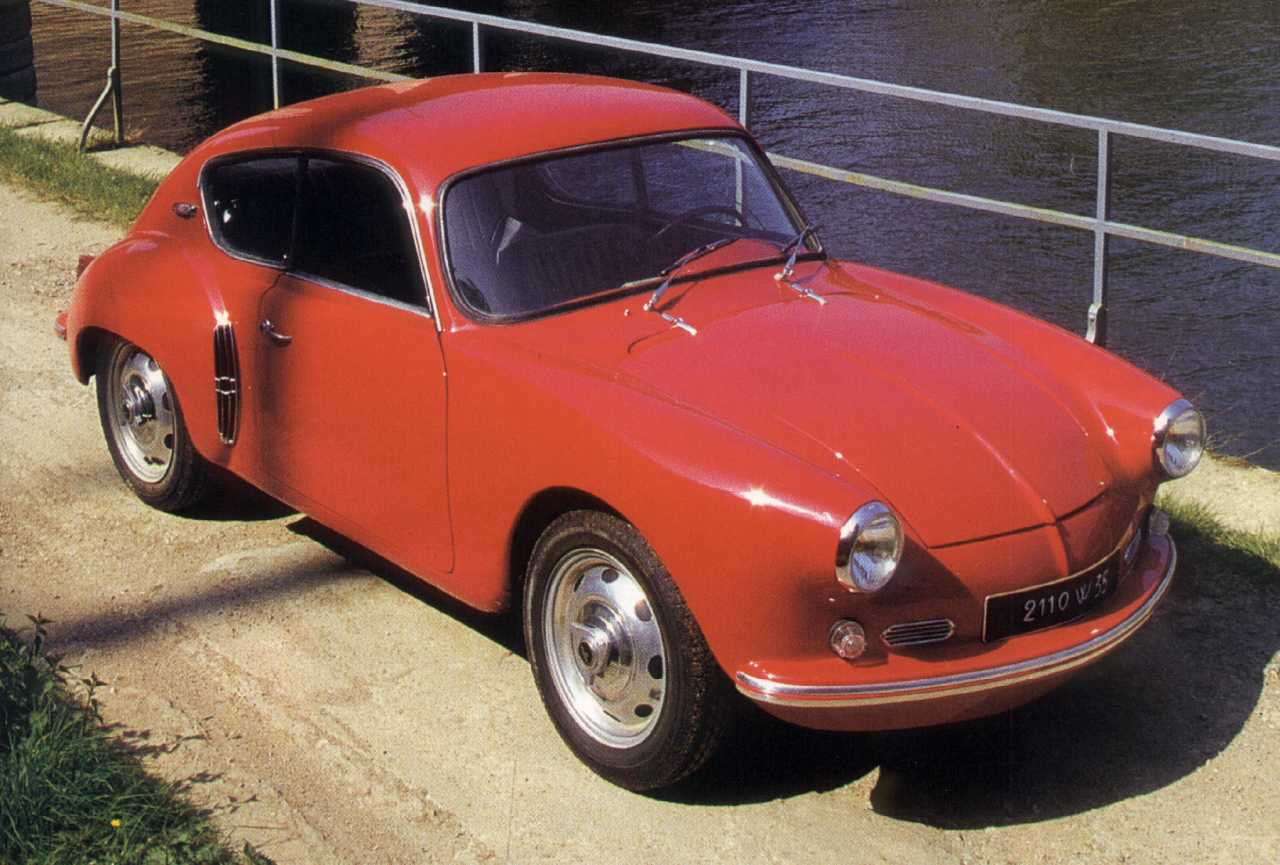
알핀 A106
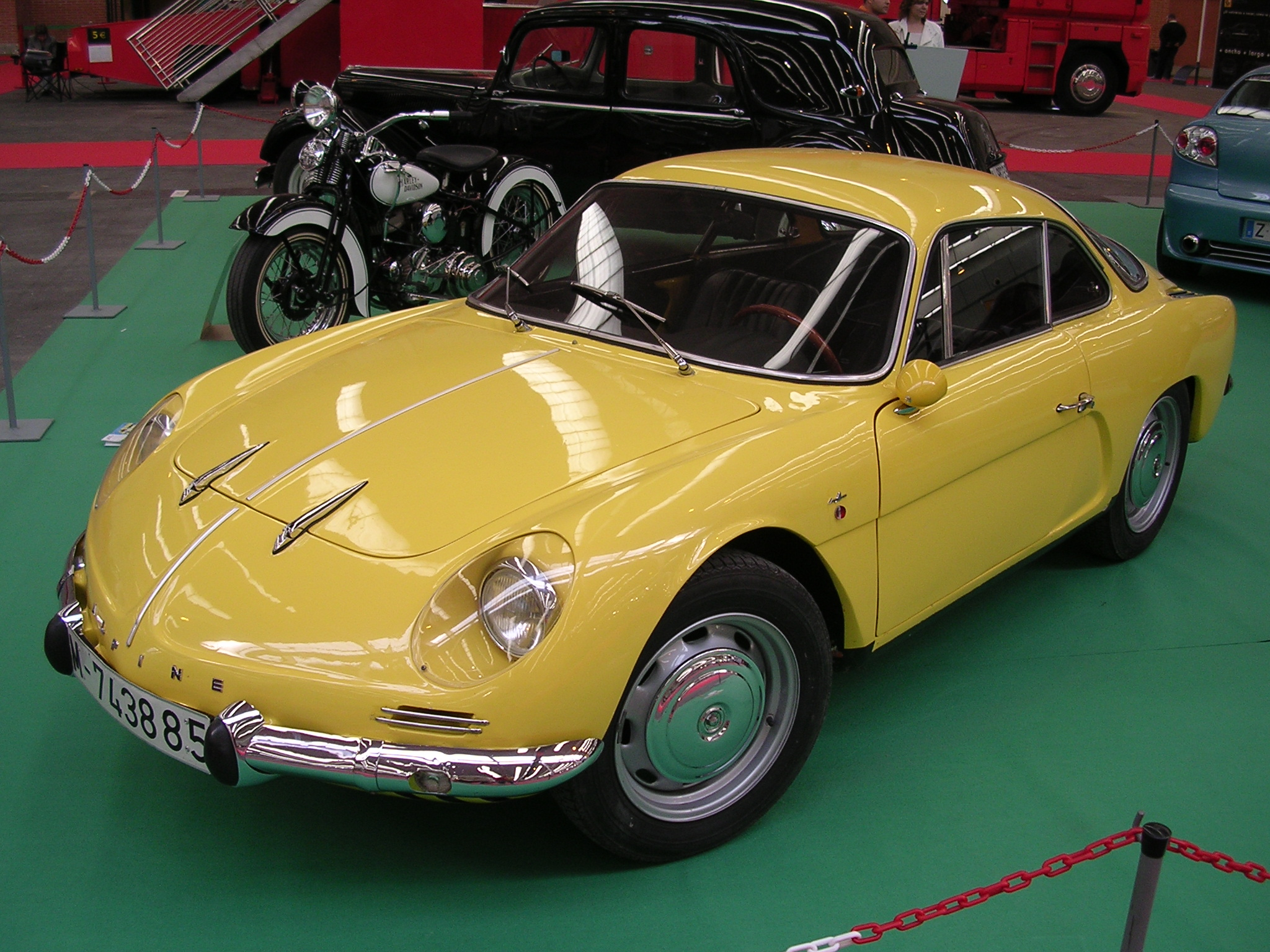
알핀 A108
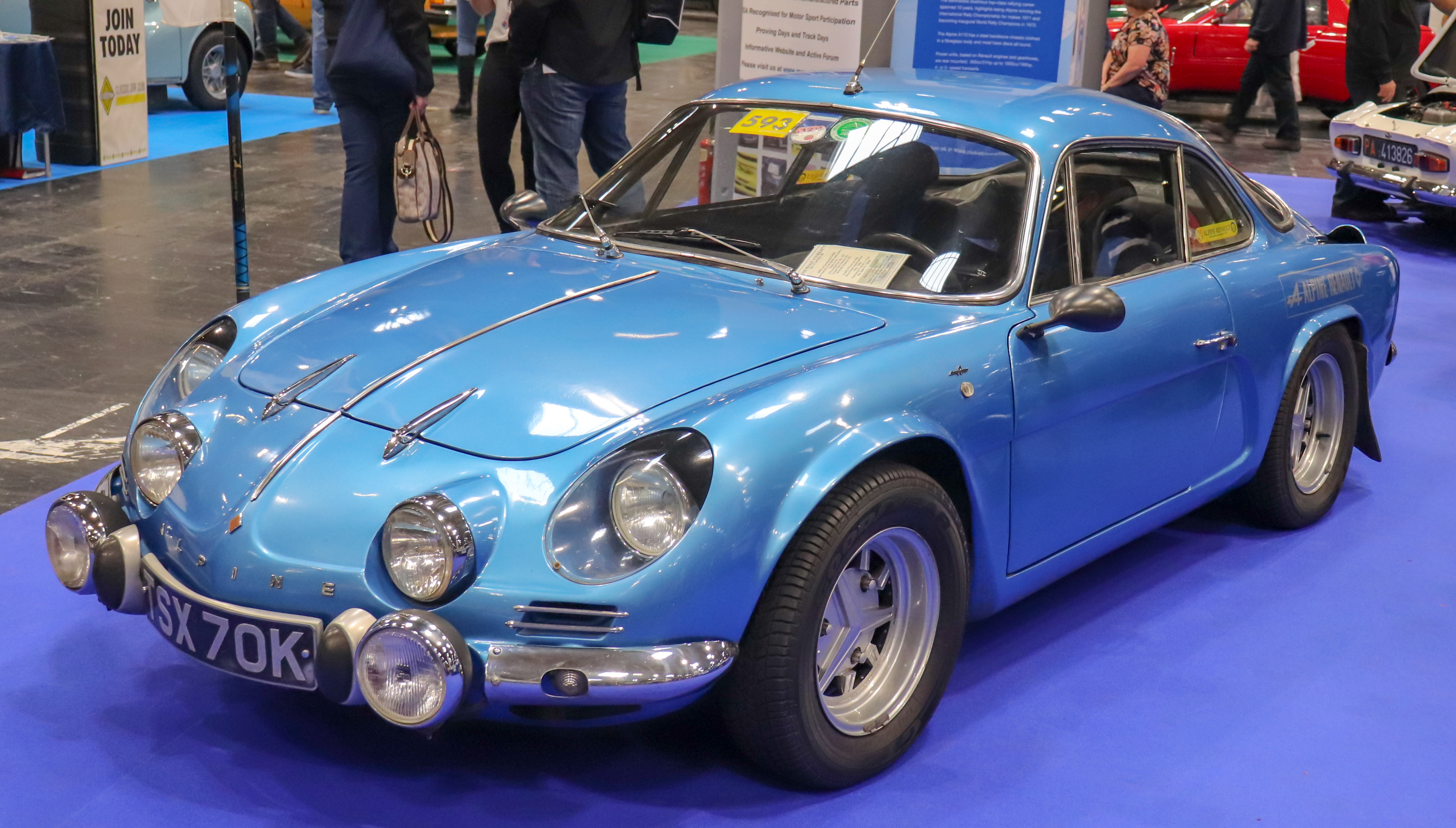
알핀 A110
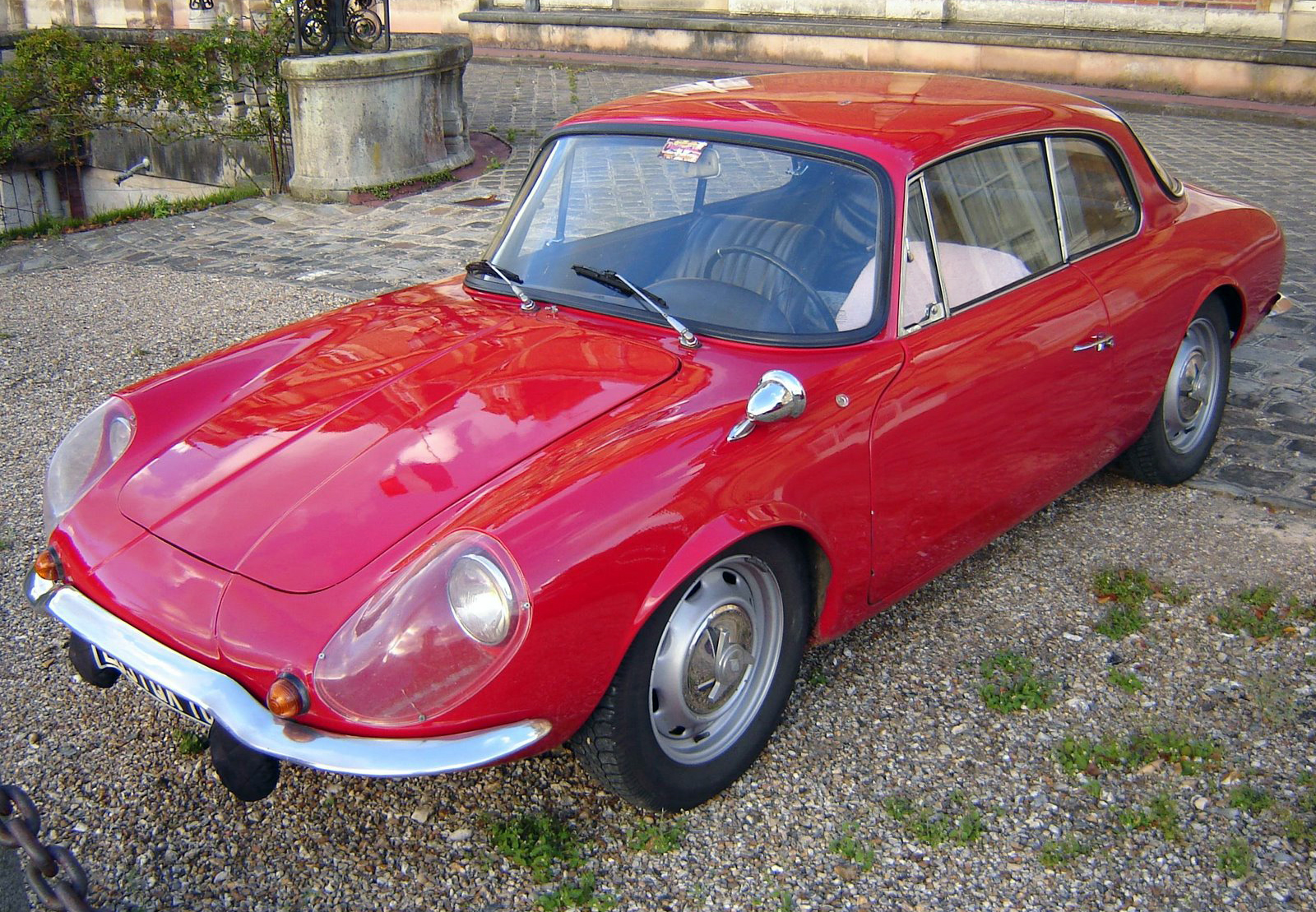
알핀 GT4
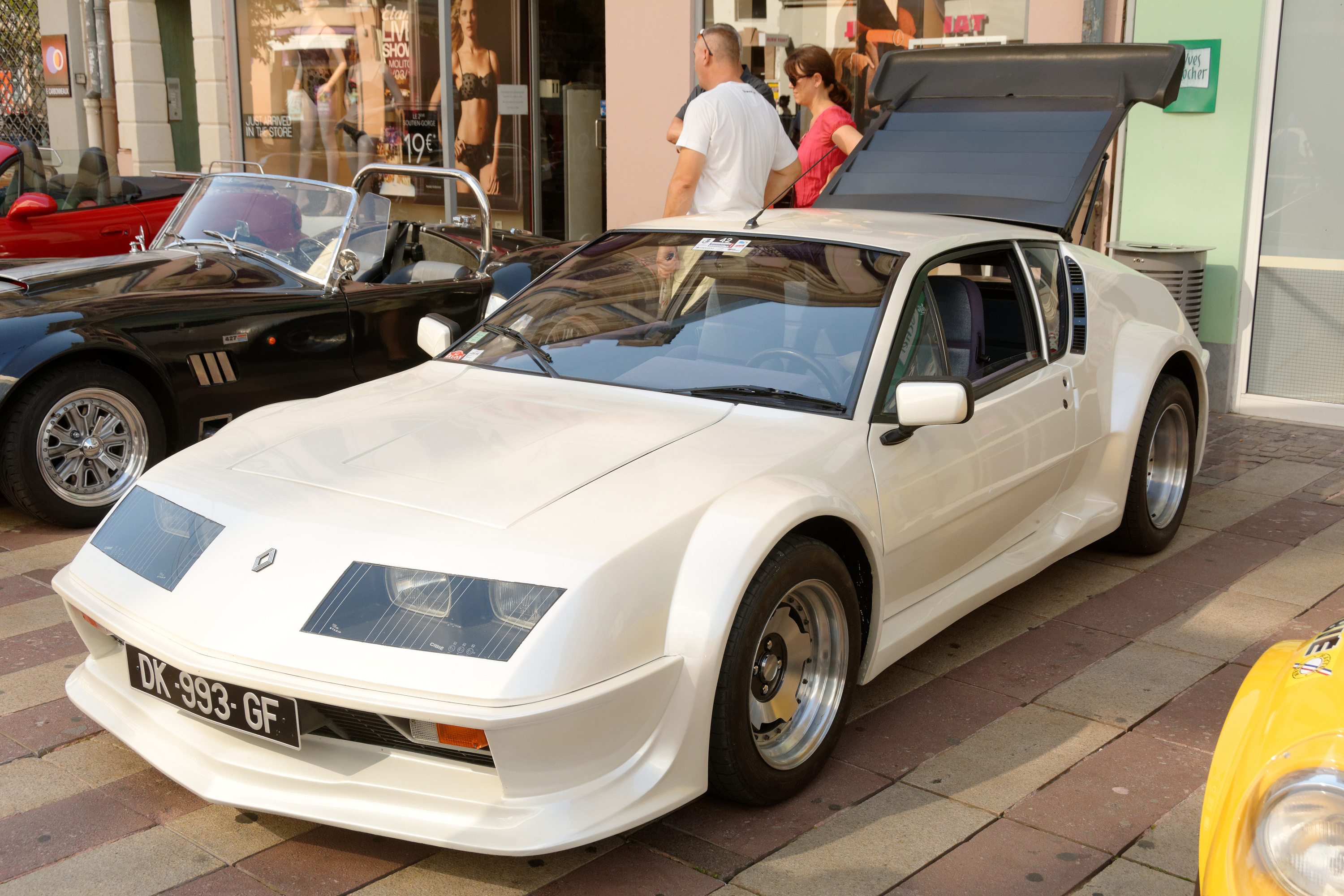
알핀 A310
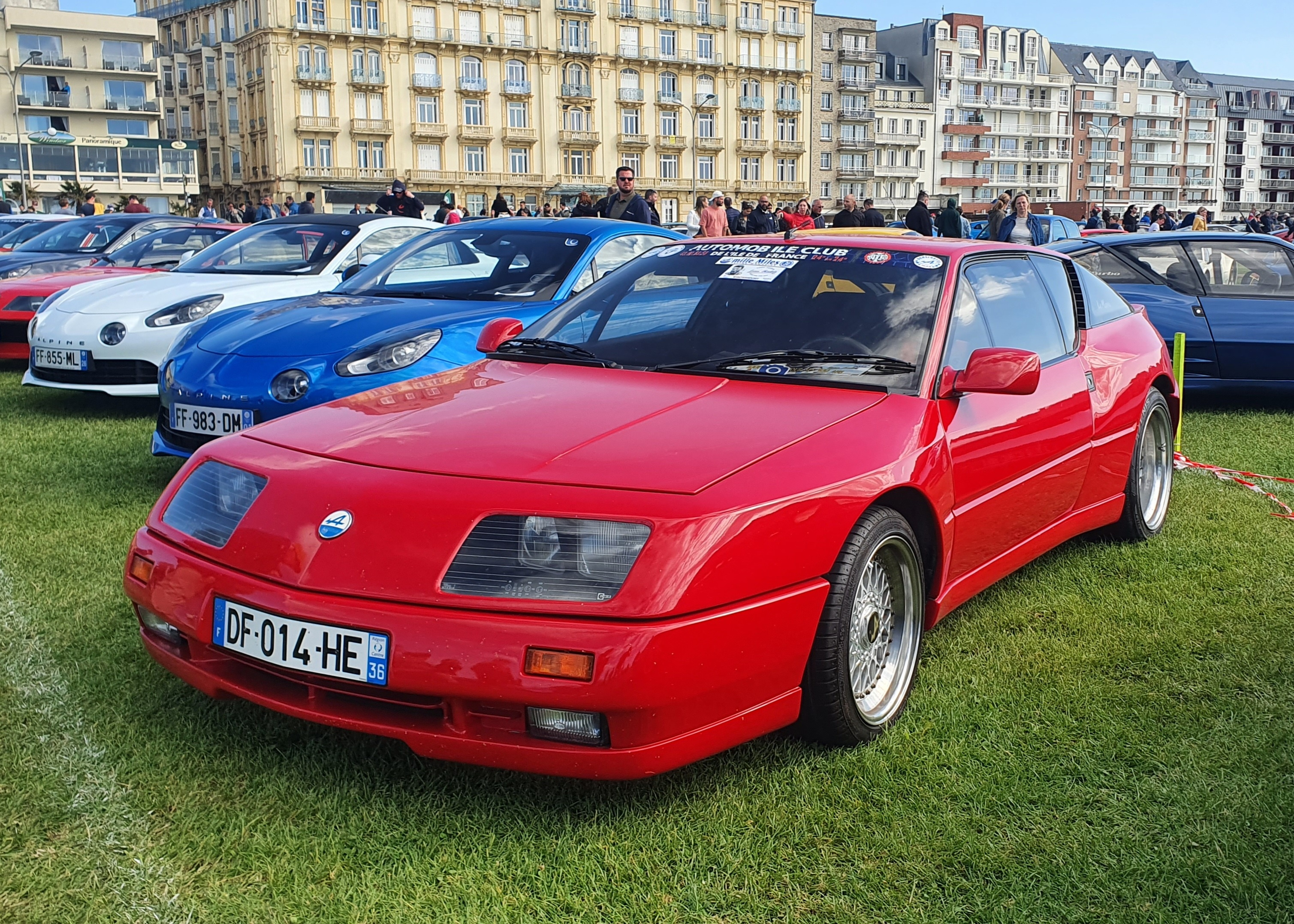
알핀 GTA
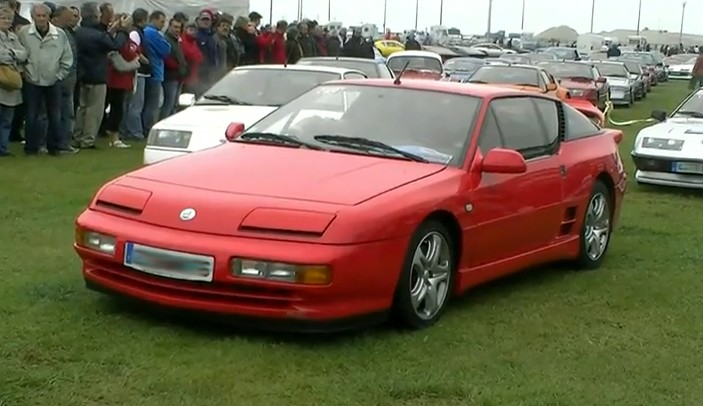
알핀 A610

### 컨셉트 카
- 알핀 A110-50 (2012년)
- 알핀 비전 그란 투리스모 (2015년)
- 알핀 비전 (2016년)
- 알핀 알펜글로우 (2022년)
- 알핀 A290_β (2023년)
- 알핀 A390_β (2024년)

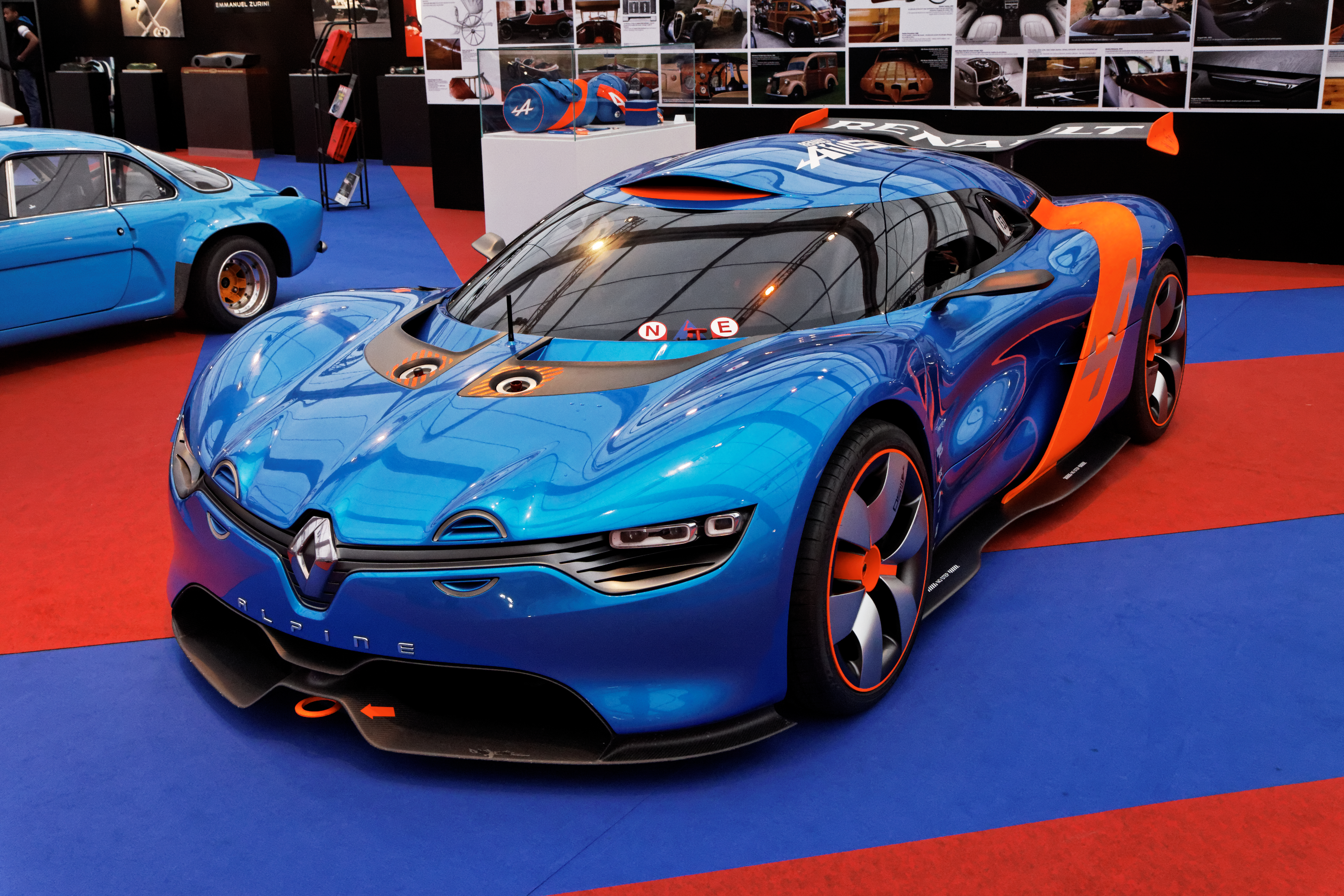
르노 알핀 A110-50
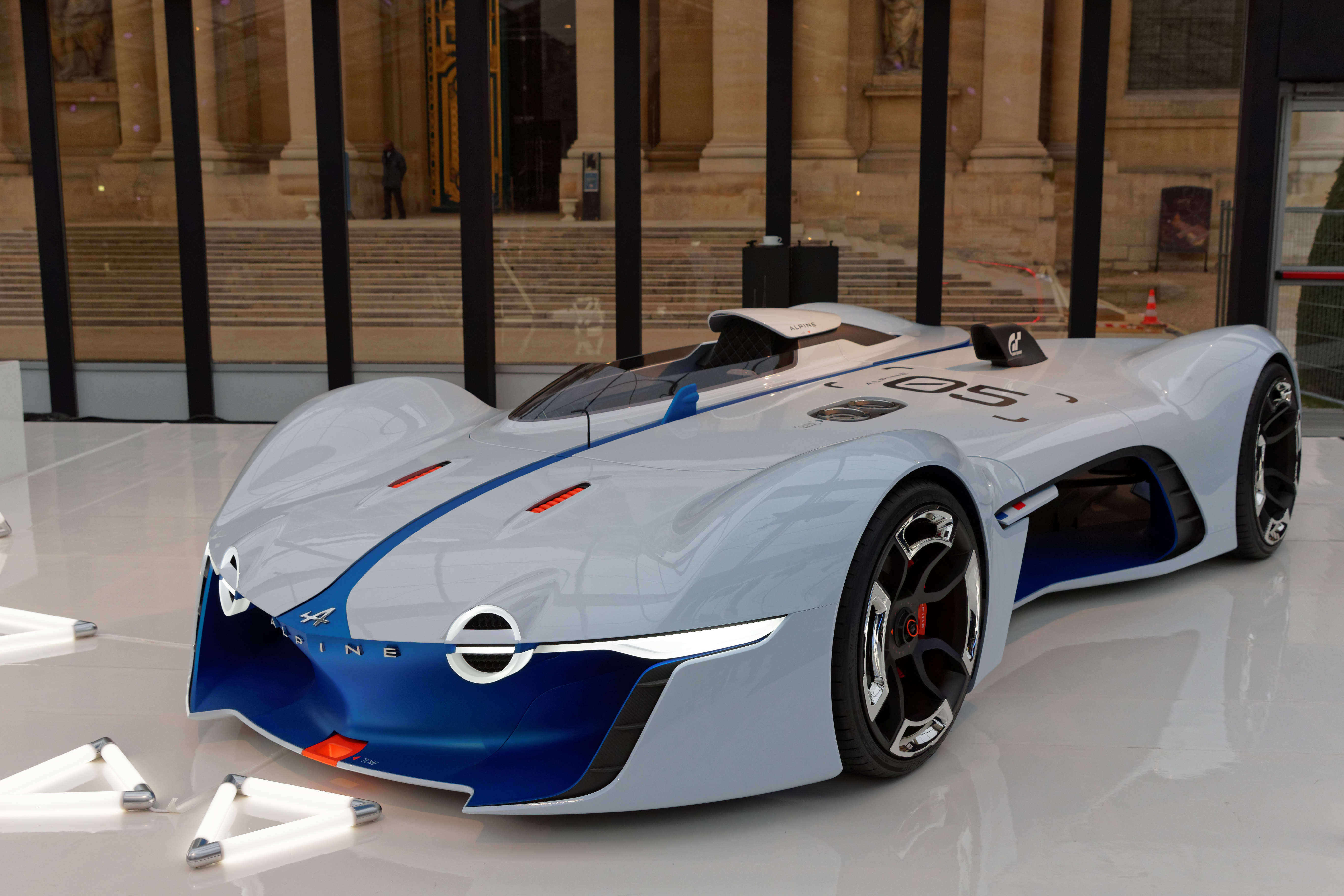
알핀 비전 그란 투리스모
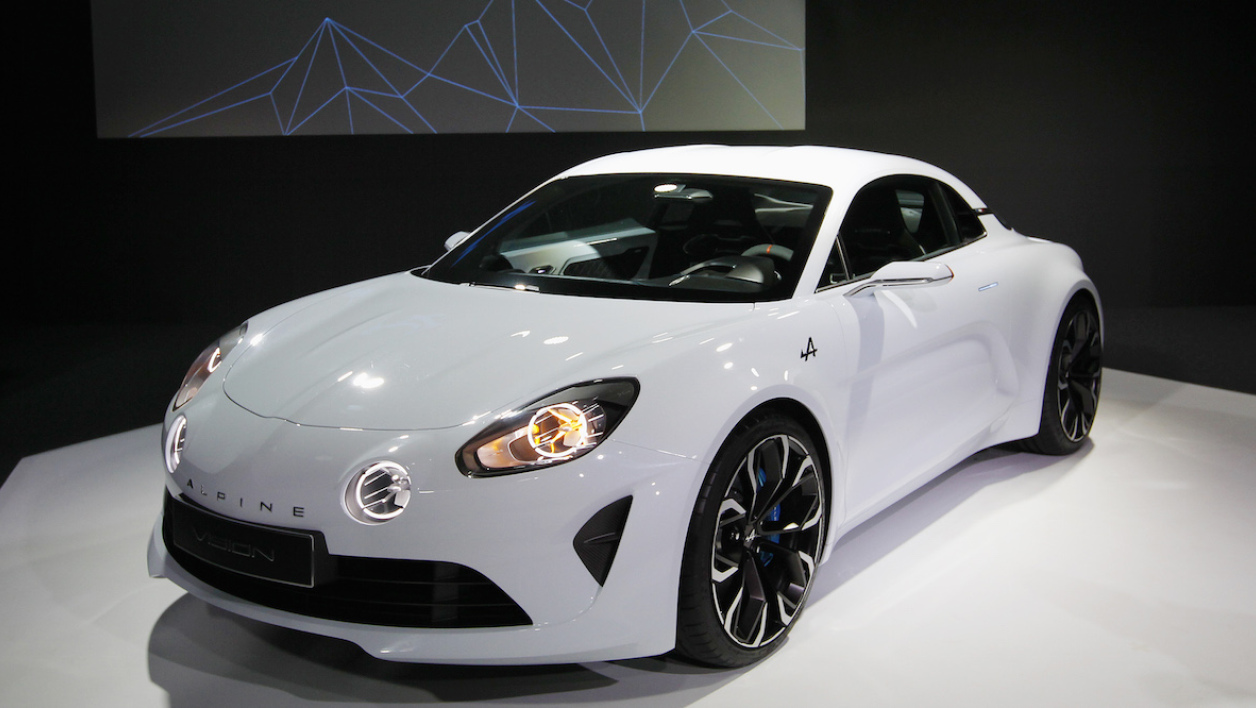
알핀 비전
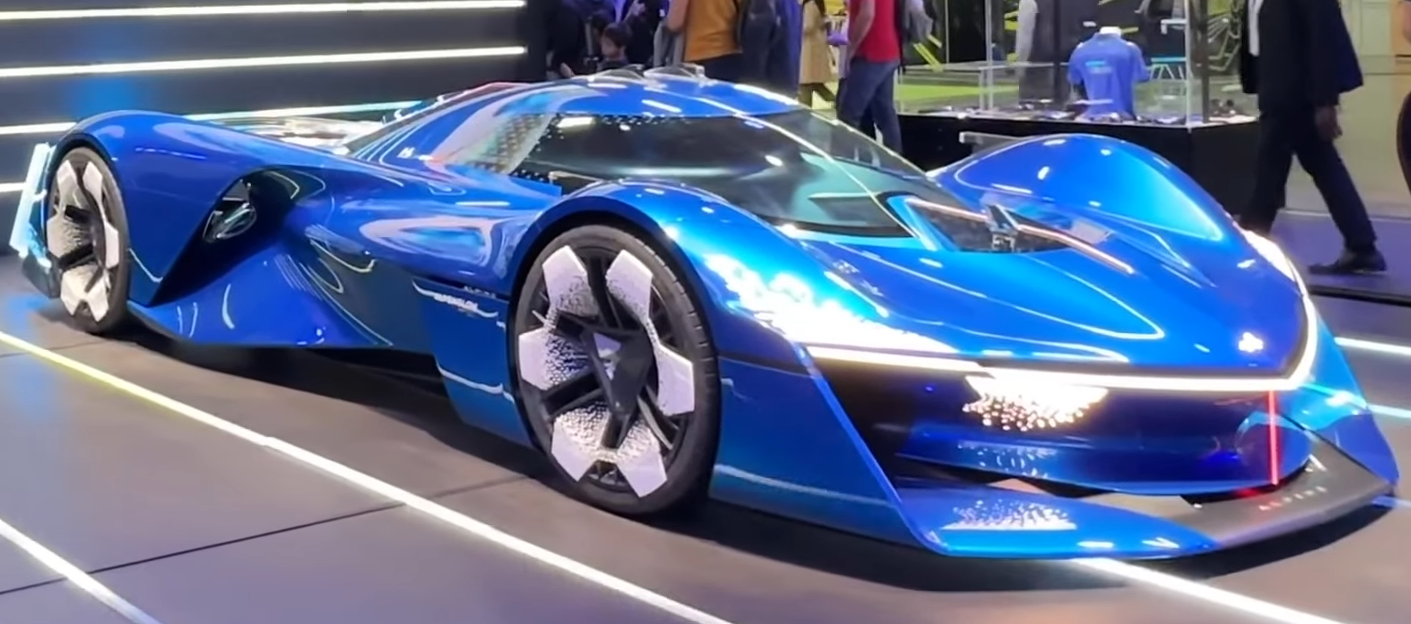
알핀 알펜글로우
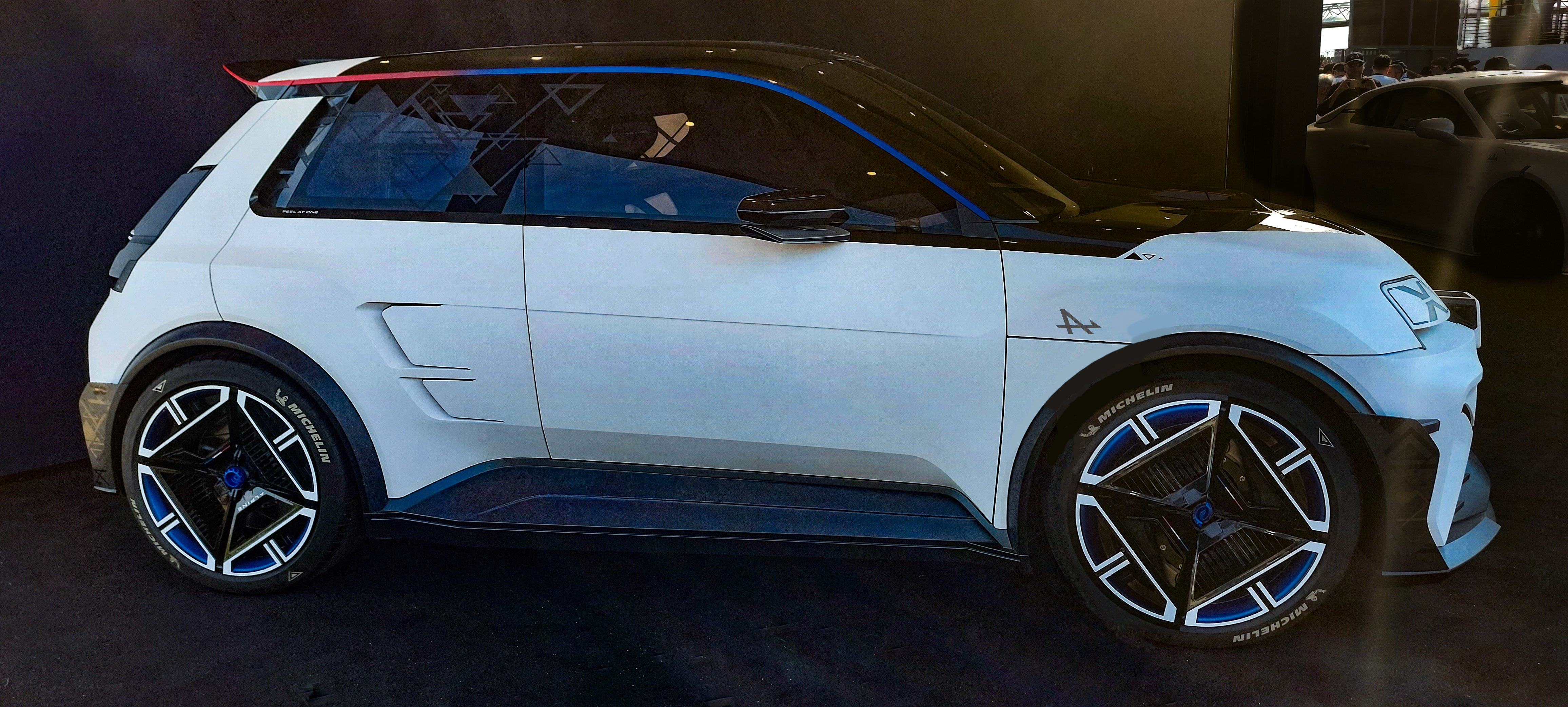
알핀 A290_β
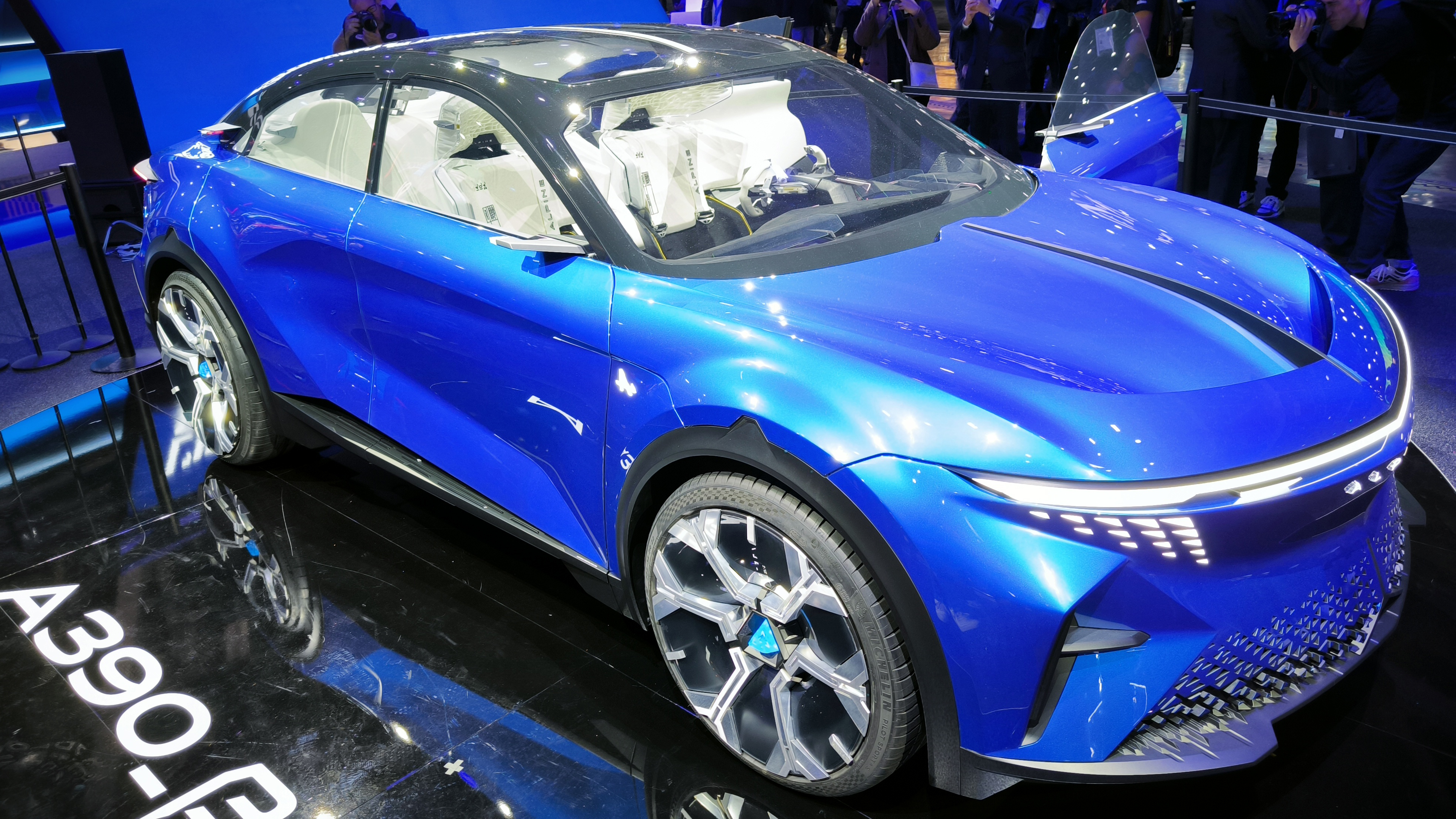
알핀 A390_β

### 레이싱 모델

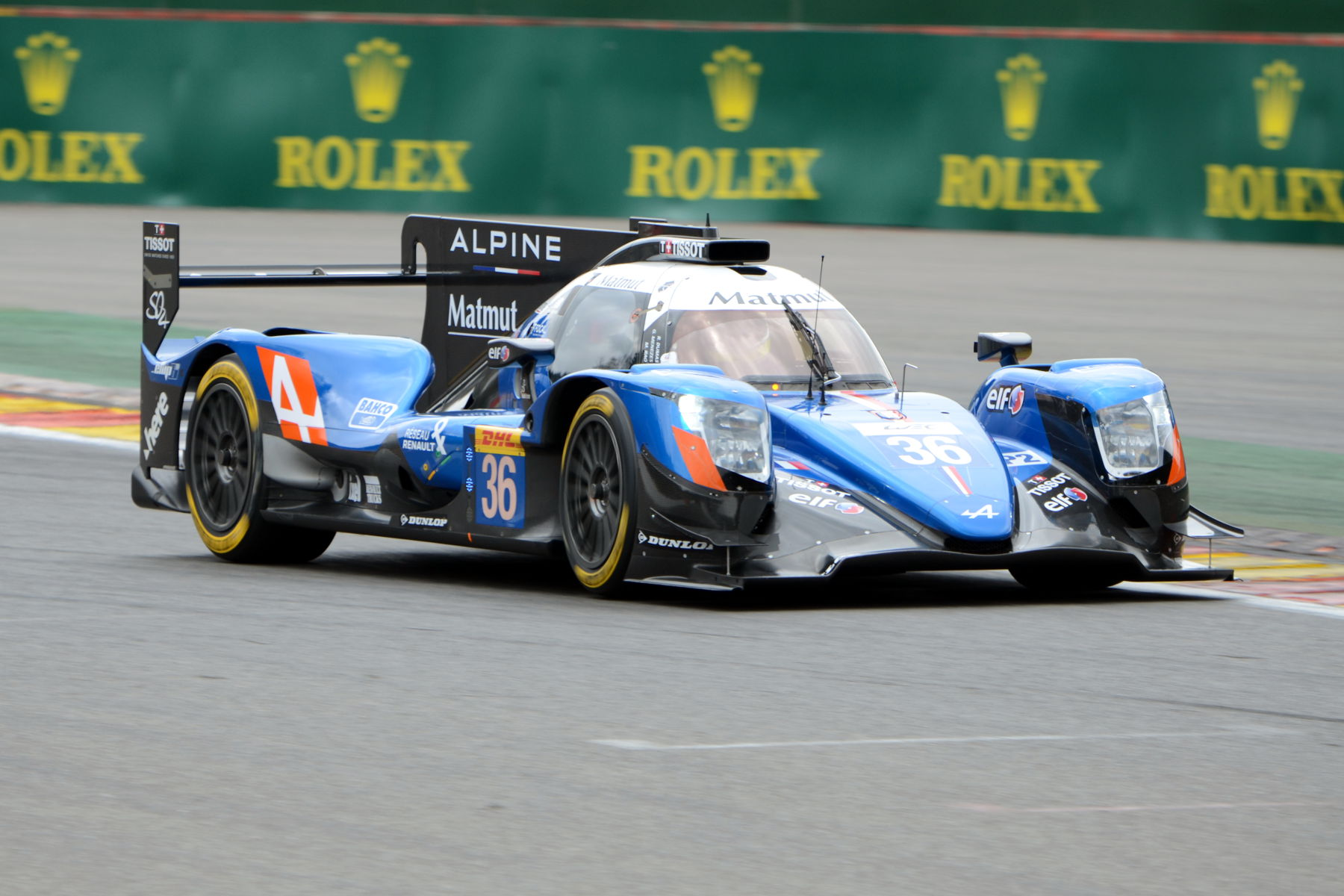
Alpine A470

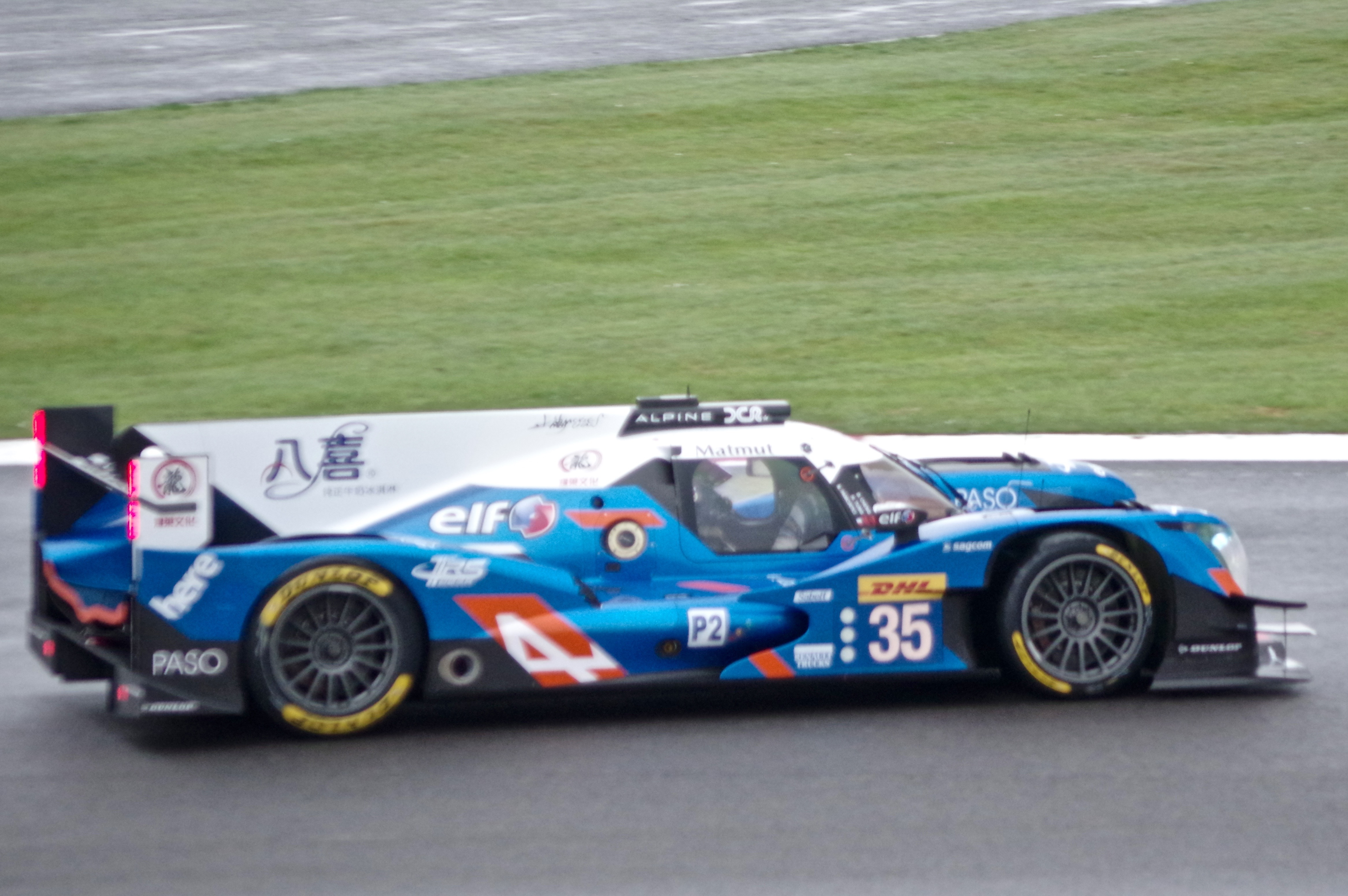
A460

- 알핀 M63
- 알핀 M64
- 알핀 M65
- 알핀 A210
- Alpine A521알핀 A220
- 알핀 A360, 포뮬러 3[1]
- 알핀 A364

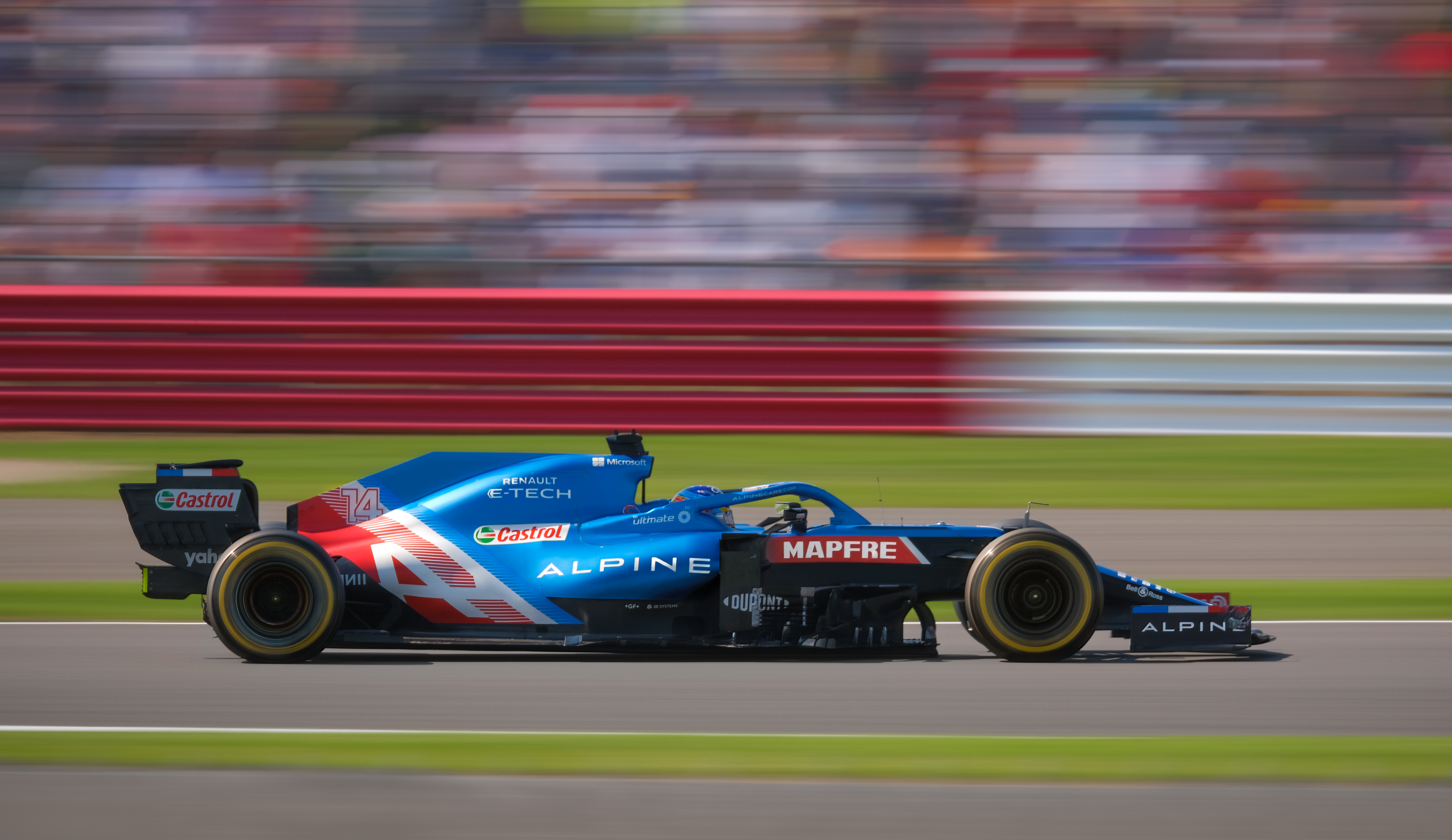
Alpine A521

- 알핀 A367, 포뮬러 2,[2] (엘프 2라고도 알려짐)
- 알핀 A440
- 알핀 A441
- 알핀 A442
- 알핀 A443
- 알핀 A450 (오레카 03의 개정 모델)
- 알핀 A460 (오레카 05의 개정 모델)
- 알핀 A470 (오레카 07의 개정 모델)
- 알핀 A480 (리벨리온 R13의 개정 모델)[3]
- 알핀 A521
- 알핀 A522